# Bonacca
Bonacca, a veces llamada The Cay, es una pequeña isla caribeña a 300 metros de la costa sureste de la isla de Guanaja, una de las que conforman el departamento de Islas de la Bahía en Honduras.
Bonacca consiste en la unión de dos cayos de coral con una superficie total de menos de seis hectáreas (0,06 km²). La isla está casi totalmente ocupada con pequeños edificios de viviendas que están sobre pilotes fijados en el suelo.
En Bonacca no hay carreteras, solo caminos estrechos y canales entre los edificios de madera. El transporte por lo tanto se lleva a cabo solo por barco. Sin embargo, alrededor de 5.000 personas viven en la isla, lo que representa casi la mitad de la población total de Guanaja.